# 1 Pułk Ułanów Gwardii (Cesarstwo Niemieckie)
1 Pułk ułanów Gwardii  (niem. 1. Garde-Ulanen-Regiment)  – pułk kawalerii niemieckiej okresu Cesarstwa Niemieckiego.

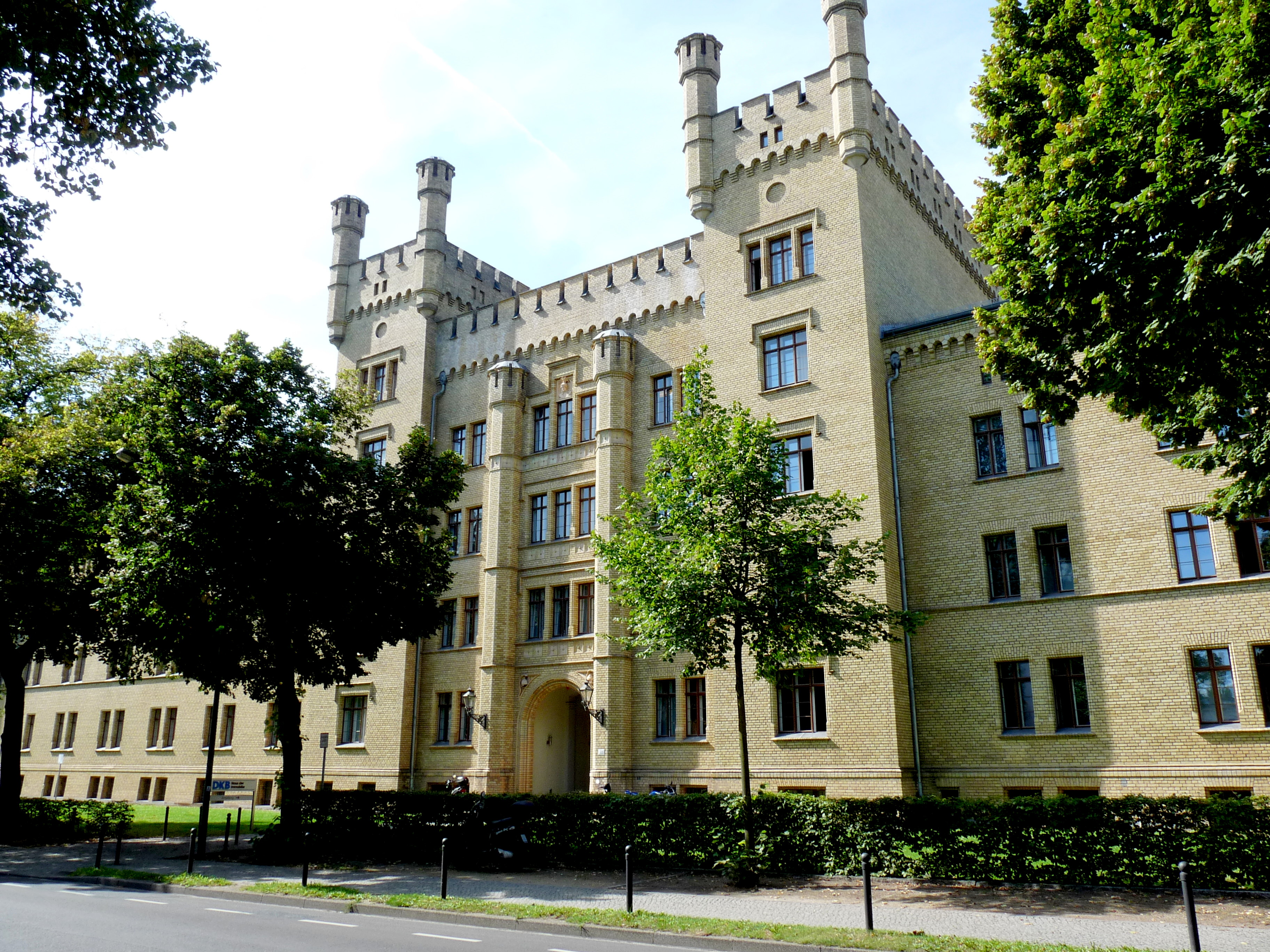
Koszary pułku

## Charakterystyka
Pułk został sformowany 14 kwietnia 1819. Stacjonował w Poczdamie . Wchodził w skład Korpusu Gwardii .

 Wiosną 1914 był w strukturze 2 Brygady Kawalerii Gwardii z Dywizji Kawalerii Gwardii.

2 października 1916 oddział przeorganizowano w spieszony pułk kawalerii.